# Petra Andrejsková
Petra Andrejsková (* 25. června 1992 Čáslav) je česká atletka, reprezentantka v hodu oštěpem.
Byla členkou TJ Sokol Kolín-atletika, ale od sezony 2015 závodí za TJ Dukla Praha.
V roce 2013 se účastnila ME do 23 let. Na ME 2014 skončila na 14. místě a těsně nepostoupila z kvalifikace.

## Úspěchy
- 3. místo na mistrovství České republiky juniorů (2010)
- 2. místo na mistrovství České republiky juniorů (2011)[2]
- 1. místo na mistrovství České republiky do 22 let (2013)
- 1. místo na mistrovství České republiky dospělých (2013)[3]
- ocenění Sportovec roku města Kolína za rok 2013[4]
- 1. místo na mistrovství České republiky do 22 let (2014)
- 1. místo na mistrovství České republiky dospělých (2014)[5]
- 4. místo v anketě nejlepšího sportovce ČZU v Praze (2014)[6]